# Dswynjatsch (Iwano-Frankiwsk)

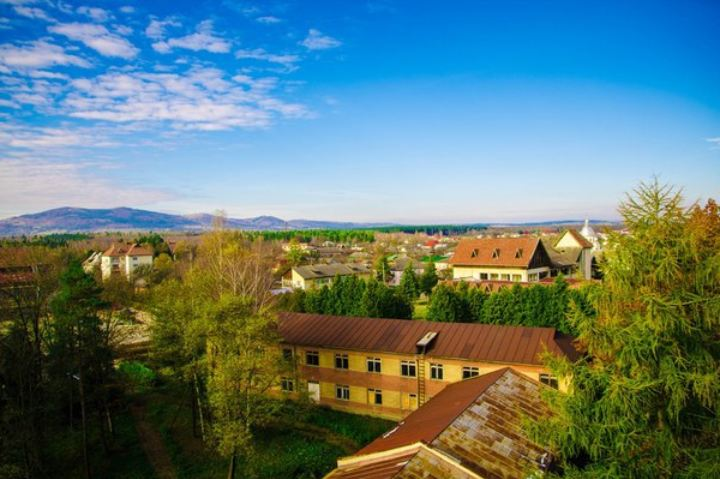
Dswynjatsch (2017)

Dswynjatsch (ukrainisch Дзвиняч; russisch Дзвиняч/Dswinjatsch, polnisch Dźwiniacz) ist ein Dorf in der ukrainischen Oblast Iwano-Frankiwsk mit etwa 2400 Einwohnern.
Die Ortschaft liegt im Osten der historischen Landschaft Galizien in einer Waldlichtung am Dswynjatsch-Bach, einem Zufluss der Bystryzja Solotwynska, etwa 10 Kilometer südwestlich vom ehemaligen Rajonzentrum Bohorodtschany und 27 Kilometer südwestlich vom Oblastzentrum Iwano-Frankiwsk entfernt.
Am 21. Juli 2017 wurde das Dorf zum Zentrum der neugegründeten Landgemeinde Dswynjatsch (Дзвиняцька сільська громада/Dswynjazka silska hromada), zu dieser zählen auch noch die 3 Dörfer Kosmatsch (Космач), Mischhirja (Міжгір'я) und Rosilna, bis dahin bildete es die Landratsgemeinde Dswynjatsch (Дзвиняцька сільська рада/Dswynjazka silska rada).
Am 12. Juni 2020 kam noch 1 weiteres Dorf zur Landgemeinde hinzu, gleichzeitig wurde das Dorf, welche bis dahin im Rajon Bohorodtschany lag, ein Teil des Rajons Iwano-Frankiwsk.
Folgende Orte sind neben dem Hauptort Dswynjatsch Teil der Gemeinde:
| Name                     | Name       | Name                  | Name             |
| ukrainisch transkribiert | ukrainisch | russisch              | polnisch         |
| ------------------------ | ---------- | --------------------- | ---------------- |
| Kosmatsch                | Космач     | Космач                | Kosmacz          |
| Lukwyzja                 | Луквиця    | Луквица (Lukwiza)     | Przysłup         |
| Mischhirja               | Міжгір'я   | Межгорье (Meschgorje) | Majdan           |
| Rosilna                  | Росільна   | Росильна              | Rosulna, Rosólna |

Der Ort wurde 1450 zum ersten Mal schriftlich erwähnt, lag zunächst in der Adelsrepublik Polen-Litauen, Woiwodschaft Ruthenien und kam 1772 als Dzwiniacz zum damaligen österreichischen Kronland Galizien (bis 1918 dann im Bezirk Bohorodczany).
Nach dem Ende des Ersten Weltkrieges kam er zu Polen, war hier ab 1921 als Dźwiniacz in die Woiwodschaft Stanislau, Powiat Nadwórna, Gmina Sołotwina eingegliedert und wurde im Zweiten Weltkrieg erst von der Sowjetunion und ab 1941 bis 1944 von Deutschland besetzt und dem Distrikt Galizien angeschlossen. Nach der Rückeroberung durch sowjetische Truppen 1944 kam er 1945 wiederum zur Sowjetunion und wurde in die Ukrainische SSR eingegliedert, seit 1991 ist der Ort Teil der heutigen Ukraine.
Bis in die 1990er Jahre existierte im Ort ein Endpunkt der Waldbahn Broschniw.